# Germanico (Serenata)
Germanico ist der Titel einer Serenata eines unbekannten Komponisten für sechs Sänger, Chor und Orchester.
Die Handlung basiert auf einer Episode der Lebensgeschichte des römischen Feldherrn Germanicus (15 v. Chr. – 19 n. Chr.), dem nach seinem Sieg über Arminius die Römern huldigen, und der von einem neuen Caesar träumt. Gegenüber einer konventionellen Opera seria fehlen der Serenata weitgehend dramatische Momente.
Der 1929 gedruckte Katalog der Bestände des Cherubini-Konservatoriums in Florenz verzeichnet die Serenata als ein Werk von Georg Friedrich Händel, welches aber nirgendwo anders überliefert oder erwähnt ist.
Das Werk wurde dann im Januar 2007 vom Dirigenten Ottavio Tenerani in diesem Archiv wiedergefunden, als er nach Manuskripten Vivaldis suchte. Die Weltersteinspielung des Ensembles Il Rossignolo unter der Leitung des Finders erfolgte 2010 beim Klassiklabel Deutsche Harmonia Mundi und unter Angabe Händels als Komponisten. Ein zur Handschrift der Partitur gehörendes Deckblatt mit dem Titel der Serenata fehlt. Anstelle dessen gibt es ein Titelblatt von anderer Hand mit der Aufschrift: „Germanico del sig. Hendl“. Untersuchungen des Papiers des Manuskriptes ergaben eine Zuordnung des Stückes in das 18. Jahrhundert, auch wohl die Zuschreibung, momentan lässt sich das chronologisch jedoch nicht weiter eingrenzen.
Germanico weist in Form und Stil auffallende Übereinstimmungen mit anderen Partituren in der Österreichischen Nationalbibliothek in Wien auf: Cetre amiche, a un cor che langue von einem anonymen Komponisten (1702), Il ritorno di Giulio Cesare vincitore della Mauritania von Giovanni Bononcini (1704) und Attilio Ariostis I gloriosi presagi di Scipione Africano (1704). Das Libretto könnte vom Neapolitaner Donato Cupeda oder von Pietro Andrea Bernardoni sein.
Die Text gibt zu erkennen, dass die Serenata eine Huldigungsmusik für den Habsburger Erzherzog Joseph, den späteren Kaiser Joseph I. des Heiligen Römischen Reiches Deutscher Nation ist.
Georg Friedrich Händels Werke der italienischen Schaffensperiode haben ein bedeutendes gemeinsames Merkmal: Sie wimmeln vor Entlehnungen eigenen thematischen Materials aus der Hamburger und der italienischen Zeit sowie von Ideen Reinhard Keisers. In der Serenata Germanico gibt es keinerlei solcher thematischer Übereinstimmungen.

## Aufnahmen
- 9.–19. November 2010 – Ottaviano Tenerani (Dirigent), Il Rossignolo.
 Sara Mingardo (Germanico), Maria Grazia Schiavo (Agrippina), Laura Cherici (Antonia), Franco Fagioli (Lucio), Magnus Staveland (Celio), Sergio Foresti (Cesare).
 Studioaufnahme aus der Villa San Fermo, Linigo, Vicenza.
 Deutsche Harmonia Mundi/Sony 88697 860452 (2 CDs).[5]